# August Hoffmanns pianofabrik
August Hoffmanns pianofabrik var en instrumenttillverkare i Stockholm 1838–1988. 
Fabriken innehades från början av fabrikörerna (far och son) Söderberg. Fabriken övertogs 1859 av instrumentmakaren August Hoffmann, född 1827 i Sachsen. Han hade utbildat sig i Tyskland, Österrike och Ungern. Under sin tid i Leipzig var Hoffmann vän med den legendariske Heinrich Steinway. August Hoffmann arbetade en kort tid på 1840-talet i Karlshamn hos pianofabrikanten Adolf Fredrik Sätherberg, återvände till Tyskland och slog sig slutligen ned i Stockholm. Taffelpianot var som populärast i början av 1870-talet, 1873-74 tillverkades 200 tafflar. Det stående pianot blev alltmer populärt, åren 1884-88 tillverkades endast 40 tafflar per år.
August Hoffmann avled 1884, men änkan Nanna Hoffman drev fabriken vidare. Den var den första i sin bransch som blev Kunglig hovleverantör och hade 25 anställda, varav sex var instrumentmakare och justerare, och de övriga var snickare. Hoffman utvecklade sina konstruktioner och hade hjälp av Steinway, som i början av 1890-talet besökte Stockholm och då satte sig in i arbetet. I motsats till många andra fabriker, som mest satte samman inköpta halvfabrikat, präglades Hoffmans verksamhet av en stor del handarbete.
Fabriken låg på Banérgatan och  polering och försäljning skedde från butiken på Malmskillnadsgatan 33. År 1923 övertog Carl J. Möller firman, som då ombildades till ett aktiebolag, vilket 1963 förvärvades av AB Waidele i Göteborg. 
Under en tid på 1930-talet arbetade operasångaren Martin Öhman som försäljare i butiken.
Sedan tillverkningen i Sverige upphört, har pianon och flyglar tillverkats i Kina med namnet August Hoffman (observera stavningen) vilka har sålts internationellt, bland annat i Hongkong och i Kanada.  Sambandet mellan denna tillverkning och den tidigare svenska har inte undersökts.